# Schweizer Basketballnationalmannschaft der Damen
Die Schweizer Basketballnationalmannschaft der Damen repräsentiert die Schweiz im internationalen Basketball. Größter Erfolg war die Teilnahme an der ersten Weltmeisterschaft 1953.

## Geschichte
Die Schweizer Nationalmannschaft der Damen nahm bereits an der ersten Europameisterschaft 1938 teil und belegte dabei nach vier Niederlagen gegen Frankreich, Litauen, Polen und Italien den fünften und letzten Platz. Nach dem Ende des Zweiten Weltkriegs folgten drei weitere Teilnahmen an den Europameisterschaften in den Jahren 1950 (neunter Rang, zwei Siege und fünf Niederlagen), 1952 (achter Rang, zwei Siege und drei Niederlagen) und 1956 (14. Rang, zwei Siege und sechs Niederlagen). Außerdem qualifizierte sich die Nationalmannschaft für die im März 1953 zum ersten Mal ausgetragene Weltmeisterschaft der Damen in Santiago de Chile. Ein Sieg über Kuba im letzten Spiel des Turniers sicherte dem Team nach zuvor vier Niederlagen den neunten Platz unter zehn teilnehmenden Mannschaften.
Im Dezember 1993 nahm die Nationalmannschaft im zyprischen Nikosia zum einzigen Mal an der Basketball-Europameisterschaft der kleinen Länder teil und belegte nach Siegen über Wales und Gibraltar sowie drei Niederlagen gegen Island, Irland und Luxemburg den sechsten Rang bei acht Teilnehmern. Darüber hinaus scheiterte die Schweizer Nationalmannschaft stets in der Qualifikation für Weltmeisterschaften, Europameisterschaften und die Olympischen Spiele.

## Abschneiden bei internationalen Wettbewerben

### Olympische Spiele
| - keine Teilnahme |

### Weltmeisterschaften
| - 1953 – 9. Platz |

### Europameisterschaften
| - 1938 – 05. Platz - 1950 – 09. Platz - 1952 – 08. Platz - 1956 – 14. Platz | - 2025 – 16. Platz |

## Kader
Eine Übersicht des aktuellen Kaders – der Basketball-Europameisterschaft der Damen 2025 – findet sich beispielsweise auf der englischsprachigen Fassung dieses Artikels.

### Kader 2019 bis 2021
| Spieler | Spieler             | Spieler           | Spieler | Spieler | Spieler  | Spieler                            |
| Nr.     | Name                | Geburt            | Größe   | Info    | Einsätze | Verein                             |
| ------- | ------------------- | ----------------- | ------- | ------- | -------- | ---------------------------------- |
|         |                     | Guards (PG, SG)   |         |         |          |                                    |
| 11      | Eva Ruga            | 26.11.1998        | 173     |         |          | Nyon Basket Féminin                |
| 12      | Laure Stella Margot | 12.06.1999        | 173     |         |          | Nyon Basket Féminin                |
| 16      | Lin Schwarz         | 21.11.2003        | 179     |         |          | Basket Namur Capitale              |
| 23      | Nancy Fora          | 17.09.1997        | 176     |         |          | BCF Elfic Fribourg Basket          |
| 24      | Evita Herminjard    | 15.02.1998        | 176     |         |          | AS Aulnoye                         |
| 30      | Virginie Bruchez    | 02.04.2001        | 172     |         |          | Hélios Basket                      |
|         |                     | Forwards (SF, PF) |         |         |          |                                    |
| 14      | Emma Chardon        | 06.03.2002        | 189     |         |          | Genève Elite Basket                |
| 17      | Flora Stoianov      | 07.09.2002        | 188     |         |          | BCF Elfic Fribourg Basket          |
| 19      | Elea Jacquot        | 15.10.2001        | 182     |         |          | BCF Elfic Fribourg Basket          |
| 20      | Meline Franchina    | 29.06.1998        | 182     |         |          | Nyon Basket Féminin                |
|         |                     | Center (C)        |         |         |          |                                    |
| 7       | Katia Clement       | 13.11.1985        | 184     |         |          | Région Dents du Midi Troistorrents |
| 33      | Anissa Toumi        | 28.06.1992        | 183     |         |          | Genève Elite Basket                |

| Trainer | Trainer           | Trainer          |
| Nat.    | Name              | Position         |
| ------- | ----------------- | ---------------- |
| Schweiz | Damien Leyrolles  | Cheftrainer      |
| Schweiz | Domenico Marcario | Trainerassistent |

| Legende | Legende   |
| Abk.    | Bedeutung |
| ------- | --------- |
|         |           |

| Legende | Legende   |
| Abk.    | Bedeutung |
| ------- | --------- |
|         |           |